# Ántri Christofórou
Ántri Christofórou, née le 2 avril 1992 à Stróvolos, est une coureuse cycliste chypriote. Elle a été plusieurs fois championne de Chypre et médaillée lors de Jeux des petits États d'Europe. Elle a représenté Chypre aux Jeux olympiques de 2016 à Rio.

## Vie privée
Antri Christoforou est mariée au cycliste Mários Athanasiádis.

## Palmarès sur route

### Par année
- 2010
  -  Championne de Chypre sur route
- 2011
  -  Médaillée de bronze du VTT aux Jeux des petits États d'Europe
- 2013
  -  Championne de Chypre sur route
  -  Championne de Chypre du contre-la-montre
  -  Médaillée de bronze du contre-la-montre aux Jeux des petits États d'Europe
- 2016
  -  Championne de Chypre sur route
  -  Championne de Chypre du contre-la-montre
- 2017
  -  Championne de Chypre sur route
  -  Médaillée d'or du contre-la-montre aux Jeux des petits États d'Europe
- 2018
  -  Championne de Chypre sur route
  -  Championne de Chypre du contre-la-montre
  - VR Women ITT
  -  Médaillée de bronze du contre-la-montre des Jeux méditerranéens
- 2019
  -  Championne de Chypre sur route
  -  Championne de Chypre du contre-la-montre
  - Scorpions' Pass TT
  - 2e de l'Aphrodite Cycling Race (contre-la-montre)
  - 2e de l'Aphrodite Cycling Race (course en ligne)
  - 3e du Tour d'Arava
- 2020
  -  Championne de Chypre sur route
  -  Championne de Chypre du contre-la-montre
- 2021
  -  Championne de Chypre sur route
  -  Championne de Chypre du contre-la-montre
- 2022
  - La Classique Morbihan
  - 2e du Trofeo Costa Almería
- 2023
  - Aphrodite Cycling Race (contre-la-montre)
  - Aphrodite Cycling Race - Women for future
  - GP Mayor Žiar nad Hronom
  - 2e de l'Aphrodite Cycling Race (course en ligne)
  - 3e du Regiónom Nitrianskeho Kraja (contre-la-montre)
- 2024
  - Grand Prix Suf City El Salvador
  - 3e du Tour du Salvador

### Résultats sur les grands tours

#### Tour d'Italie
3 participations
- 2017 : 53e
- 2019 : 88e
- 2024 : abandon (6e étape)

#### Tour de France
3 participations
- 2022 : 70e
- 2023 : 119e
- 2024 : abandon (7e étape)

#### Tour d'Espagne
1 participation
- 2024 : 94e

### Classements mondiaux
| Année                                 | 2016 | 2017 | 2018 | 2019 | 2020 | 2021 | 2022 | 2023 | 2024 |
| ------------------------------------- | ---- | ---- | ---- | ---- | ---- | ---- | ---- | ---- | ---- |
| Classement UCI                        | 96e  | 270e | 138e | 64e  | 179e | 255e | 111e | 106e | 101e |
| UCI World Tour                        | nc   | 170e | 159e | 268e | nc   | nc   | 229e | 285e | nc   |
|                                       |      |      |      |      |      |      |      |      |      |
| Légende : nc = non classéSource : UCI |      |      |      |      |      |      |      |      |      |

## Palmarès en VTT
- 2017
  -  Championne de Chypre de cross-country
  -  Médaillée d'argent du cross-country aux Jeux des petits États d'Europe
- 2018
  -  Championne de Chypre de cross-country